# ムプル・クェラゴベ
ムプル・クェラゴベ（Mpule Keneilwe Kwelagobe, 1979年11月14日 - ）は、ボツワナのモデル・実業家・社会活動家である。1999年、アフリカの黒人として初のミス・ユニバースに選ばれる。
健康権（health rights）に関する活動家として知られ、特にAIDSとの戦い、子どもと女性の性教育（sexual reproductive education）へのアクセス支援に力を入れる。アフリカと南アジアで金融サービス・再生可能エネルギー・農業に投資するQuesS Capital LLCという未公開株式投資会社の共同設立者、アフリカ数理科学研究所役員を務める。

## 経歴
1997年8月、Lobatse Secondary School在学中に当時最年少でミス・ボツワナに選ばれる。同年のミス・ワールド1997に出場。
1999年2月、第1回ミス・ユニバース・ボツワナに選ばれ、ミスコンで2回ボツワナを代表した最初の人物となる。
1999年5月26日、ミス・ユニバースに選ばれる。5月28日、これから1年間の活動拠点としてニューヨークのトランプ・タワーに入居。
2000年、青少年とAIDSに関心を集めてもらうため、国連は彼女を親善大使(goodwill ambassador)に任命する。
2000年、MPULE Foundation設立、CEO（2010年まで）。サブサハラの保健システムの改善のために活動
3月8日、下院銀行金融委員会（Representatives Committee on Banking and Financial Services）で証言。ボツワナにおけるAIDSの惨状について述べる。
2001年5月、第3回国連後発開発途上国会議に出席。
8月、第4回World Youth Forumに出席
2002年、持続可能な開発に関する世界首脳会議に出席。
2003年、世界経済フォーラムよりGlobal Leader for Tomorrow (GLT) に選定される。
2010年、農業・食糧安全保障・栄養・健康・人間開発に関する独立系政策提言シンクタンクMPULE Institute for Endogenous Development設立、CEO
2015年10月8日、インド北部パンジャブ州出身のAbujoy Ghandhiと結婚。 